# 甄玄成
甄玄成（？—560年），中山人，南梁、西梁官员。
甄玄成熟讀經史，擅長撰写文章，年少就獲梁簡文帝知曉，任命為錄事參軍跟隨蕭詧鎮守襄陽，轉任中記室參軍，參與了不少政事決策。後來甄玄成認為江陵兵器充足，於是懷有異心，秘密寫信給梁元帝投誠，但信件落入蕭詧中。蕭詧信奉佛教，常願不殺誦讀《法華經》的人，甄玄成因為經常誦讀《法華經》而免死。之後蕭詧見到他經常說：「你真得到《法華經》的力量啊。」西梁建立後，他先後任職中書侍郎、御史中丞、祠部尚書和吏部尚書，大定六年（560年）去世，贈侍中、護軍將軍，有文集《甄玄成集》十卷，賦一篇《車賦》。

## 家庭
- 兒子甄詡，年少沉着聪慧，熟习政事，在西梁歷任中書舍人、尚書右丞，隋朝廢除西梁後跟隨蕭琮入朝，授開府儀同三司，終官太府少卿[10][11]。

## 引用
1. 1 2  《周書·卷四十八·列傳第四十》：甄玄成，字敬平，中山人。博達經史，善屬文。少為簡文所知。以錄事參軍隨詧鎮襄陽，轉中記室參軍，頗參政事。
2. 1 2  《北史·卷九十三·列傳第八十一》：甄玄成，字敬平，中山人。博達經史，善屬文。少為簡文所知。以錄事參軍隨詧鎮襄陽，轉中記室參軍，頗參政事。
3. 1 2  《周書·卷四十八·列傳第四十》：以江陵甲兵殷盛，遂懷貳心，密書與元帝，具申誠款。或有得其書，送於詧。詧深信佛法，常願不殺誦《法華經》人。玄成素誦《法華經》，遂以此獲免。詧後見之，常曰：「甄公好得《法華經》力。」後位吏部尚書，有文集二十卷。
4. 1 2  《北史·卷九十三·列傳第八十一》：以江陵甲兵殷盛，遂懷貳心，密書與元帝，具申誠款。或有得其書，送於詧。詧深信佛法，常願不殺誦《法華經》人。玄成素誦《法華經》，遂以此獲免。詧後見之，常曰：「甄公好得《法華經》力。」後位吏部尚書，有文集二十卷。
5. ↑  《隋書·卷三十五·志第三十》：梁護軍將軍《甄玄成集》十卷並錄。
6. ↑  《舊唐書·卷四十七·志第二十七》：《甄玄成集》十卷。
7. ↑  《新唐書·卷六十·志第五十》：《甄玄成集》十卷。
8. ↑  《後梁春秋·卷上》：（甄玄成）歷位中書侍郎、御史中丞、祠部尚書，卒贈侍中、護軍將軍，有文集二十卷。
9. ↑  《王禎農書·卷十七》：後梁甄玄成《車賦》云：“鑄金磨玉之利，凝土剡木之奇，體眾術而特妙，未若作車而載馳。爾其車也，名稱合於星辰，圓方象乎天地；夏言以庸之服，周曰聚焉之器；製度不以陋移，規矩不以飾異；古今貫其同軌，華夷獲其兼利。”
10. ↑  《周書·卷四十八·列傳第四十》：子詡，少沉敏，閑習政事。歷中書舍人、尚書右丞。從琮入隋，授開府儀同三司，終於太府少卿。
11. ↑  《北史·卷九十三·列傳第八十一》：子詡，少沈敏，閑習政事。曆中書舍人、尚書右丞。從琮入隋，授開府儀同三司，終於太府少卿。